# Campeonato Europeo de Patinaje de Velocidad sobre Hielo de 2012
El CVI Campeonato Europeo de Patinaje de Velocidad sobre Hielo se celebró en Budapest (Hungría) del 6 al 8 de enero de 2012 bajo la organización de la Unión Internacional de Patinaje sobre Hielo (ISU) y la Federación Húngara de Patinaje sobre Hielo.
Las competiciones se realizaron en el anillo de patinaje en hielo ubicado en el Parque de la Ciudad de la capital húngara.

## Resultados

### Masculino
| Evento                      | Oro                                       | Plata                                         | Bronce                                   |
| --------------------------- | ----------------------------------------- | --------------------------------------------- | ---------------------------------------- |
| 500 m (07.01)               | Konrad Niedźwiedzki · Polonia · 36,89 s   | Zbigniew Bródka · Polonia · 36,90 s           | Jan Blokhuijsen · Países Bajos · 36,93 s |
| 1500 m (08.01)              | Sven Kramer · Países Bajos · 1:53,98      | Sverre Lunde Pedersen · Noruega · 1:54,87     | Jan Blokhuijsen · Países Bajos · 1:54,93 |
| 5000 m (07.01)              | Sven Kramer · Países Bajos · 6:31,82      | Jan Blokhuijsen · Países Bajos · 6:36,94      | Alexis Contin Francia 6:38,08            |
| 10 000 m (08.01)            | Sven Kramer · Países Bajos · 13:45,05     | Jan Blokhuijsen · Países Bajos · 13:52,48     | Håvard Bøkko · Noruega · 14:02,83        |
| Clasificación total (08.01) | Sven Kramer · Países Bajos · 156,197 pts. | Jan Blokhuijsen · Países Bajos · 156,513 pts. | Håvard Bøkko · Noruega · 158,234 pts.    |

### Femenino
| Evento                      | Oro                                                | Plata                                       | Bronce                                   |
| --------------------------- | -------------------------------------------------- | ------------------------------------------- | ---------------------------------------- |
| 500 m (06.01)               | Karolína Erbanová · República Checa · 39,87 s      | Ireen Wüst · Países Bajos · 40,21 s         | Yuliya Skokova · Rusia · 40,40 s         |
| 1500 m (17.01)              | Martina Sáblíková · República Checa · 2:03,64      | Linda de Vries · Países Bajos · 2:04,70     | Yuliya Skokova · Rusia · 2:05,18         |
| 3000 m (06.01)              | Martina Sáblíková · República Checa · 4:16,09      | Natalia Czerwonka · Polonia · 4:19,41       | Claudia Pechstein · Alemania · 4:19,71   |
| 5000 m (08.01)              | Martina Sáblíková · República Checa · 7:22,38      | Claudia Pechstein · Alemania · 7:34,51      | Ireen Wüst · Países Bajos · 7:43,59      |
| Clasificación total (08.01) | Martina Sáblíková · República Checa · 169,922 pts. | Claudia Pechstein · Alemania · 172,312 pts. | Ireen Wüst · Países Bajos · 172,454 pts. |

## Medallero
- Solo se otorgan medallas en la clasificación general.

| Núm. | País            | Oro | Plata | Bronce | Total |
| ---- | --------------- | --- | ----- | ------ | ----- |
| 1    | Países Bajos    | 1   | 1     | 1      | 3     |
| 2    | República Checa | 1   | 0     | 0      | 1     |
| 3    | Alemania        | 0   | 1     | 0      | 1     |
| 4    | Noruega         | 0   | 0     | 1      | 1     |
|      | TOTAL           | 2   | 2     | 2      | 6     |